# Шимечко, Игорь Миронович
Игорь Миронович Шимечко (укр. Шимечко Ігор Миронович, род. 27 мая 1985 года во Львове, Украинская ССР) — украинский тяжелоатлет. Двукратный победитель чемпионатов Европы и бронзовый призёр чемпионата мира по тяжёлой атлетике. Участник трёх Олимпийских игр (2008, 2012, 2016). Заслуженный мастер спорта Украины.

## Биография
Игорь Шимечко родился во Львове, где и начал заниматься тяжёлой атлетикой в 11-летнем возрасте. Сменив несколько атлетических клубов, Игорь наконец перешёл в 2000 году в спортивную школу «Локомотив» вместе со своим тренером Романом Новицким. Вскоре наставник Шимечко оставил спорт, и новым тренером атлета стал Ярослав Мартынюк.
Первые серьёзные успехи пришли к Игорю в 2006 году, когда он стал серебряным призёром чемпионата мира среди юниоров в Китае и получил медаль того же рода на континентальном соревновании среди молодёжи в Палермо с суммарным результатом 398 кг (186+212). Именно тогда Шимечко начали расценивать как одного из наиболее перспективных украинских тяжелоатлетов.
В 2008 году уже на взрослом чемпионате Европы в Италии Игорь показал второй результат в рывке (196 кг), однако его показатель в толчке (218 кг) был лишь восьмым, что привело к итоговой шестой позиции в общем зачёте. Впрочем, считанные месяцы, которые оставались до начала Олимпийских игр в Пекине, пошли украинскому спортсмену на пользу - на главных соревнованиях четырёхлетия Шимечко удалось показать значительно лучшие результаты, доказав суммарный показатель до 433 кг (201+232). Этого оказалось достаточно для почётного 5 места.
2009 год оказался для Игоря Шимечко богатым на достижения - сначала он довольно уверенно победил на Чемпионат Европы в Бухаресте, опередив ближайших конкурентов на целых 15 кг в сумме с результатом 433 кг (203+230). А потом, несколько сбавив обороты, добавил в свой актив «бронзу» Чемпионата мира в Корее (в рывке Игорь показал лучший результат - 202 кг, а вот в толчке его показатели оказались опять не слишком большими - лишь 225 кг).
В 2011 году на Чемпионате Европы в Казани украинский тяжелоатлет занял второе место, пропустив вперед лишь россиянина Дмитрия Лапикова. Впрочем, результат Игоря, по сравнению с его предыдущими показателями, был скромнее — 412 кг (195+217). Однако в начале 2012 года стало известно, что допинг-проба российского атлета на соревнованиях оказалась положительной, поэтому он был лишён золотой медали, а звание чемпиона перешло к Шимечко.

## Достижение
- Чемпион Европы (2): 2009, 2011
- Серебряный призёр чемпионата мира среди юношей (1): 2006
- Серебряный призёр чемпионата Европы среди юношей (1): 2006
- Бронзовый призёр чемпионата мира (1): 2009
- Участник Олимпийских игр (3): 2008, 2012, 2016
- Заслуженный мастер спорта Украины